# イチネン
株式会社イチネン（ICHINEN Co., LTD.）は、大阪府大阪市淀川区西中島に拠点を構える企業。自動車リース業、自動車メンテナンスや燃料販売等、様々なサービスを展開している。

## 沿革
- 2001年（平成13年）2月 - 大阪市淀川区西中島に株式会社アームズとして設立。
- 2008年（平成20年）10月 - 株式会社イチネンに社名変更。
- 2015年（平成27年）11月 - 東京電力より東電リース（現・イチネンTDリース）を買収[1]。
- 2019年（平成31年）4月 - イチネンBPプラネット株式会社を吸収合併。

## 関連会社
- イチネンホールディングス
- 株式会社イチネンパーキング
- 株式会社イチネンMTM
- 株式会社イチネンTASCO
- 株式会社イチネンTDリース

## 脚註